# 陳念慈
陳念慈，BBS，MBE，JP（1961年6月27日—），香港女子運動員，前香港羽毛球代表隊成員，自2006年起擔任香港賽馬會見習騎師訓練學校校長，成為該校史上首位女校長，同時擔任香港賽馬會賽馬人才培訓中心高級經理。

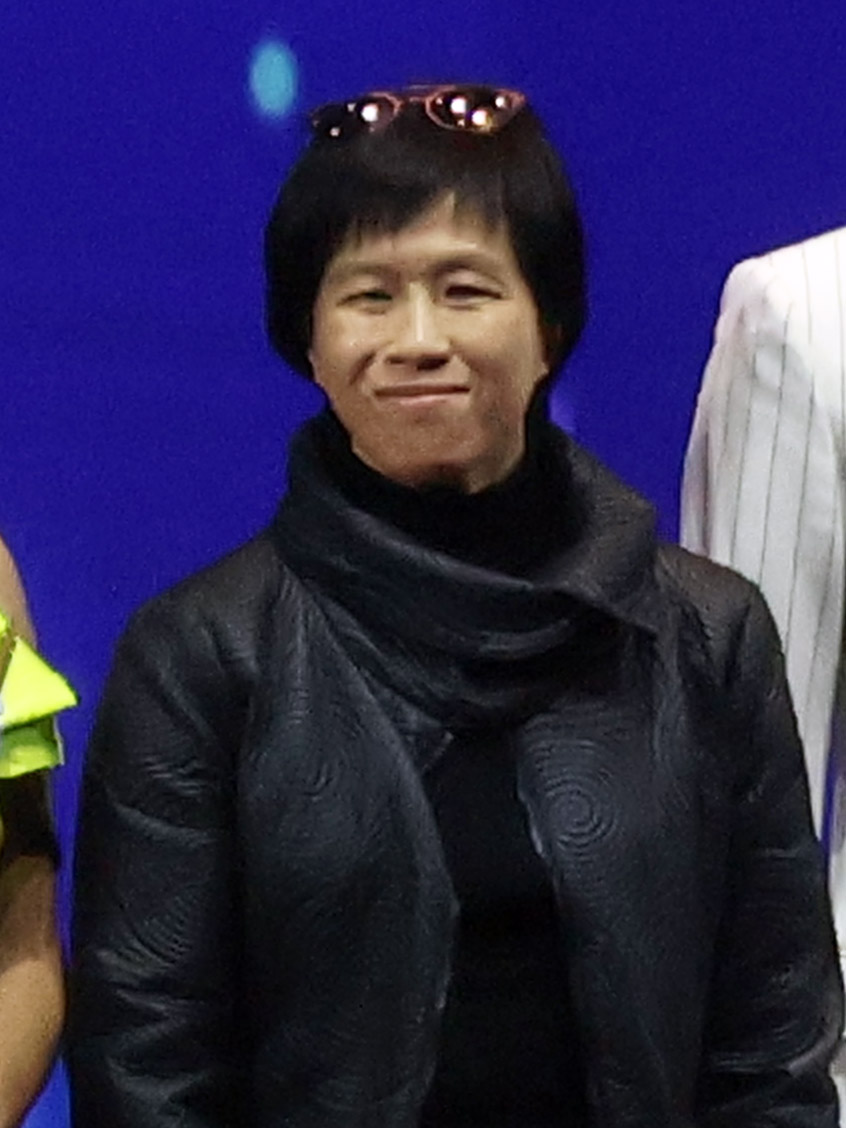
2024年12月28日，陳念慈在香港會議展覽中心擔任《新城勁爆頒獎禮2024》頒獎嘉賓。

## 背景
陳念慈有二兄一姊（陳愛慈），早年在香港島北角新邨東座長大，小時候已在邨內參與羽毛球活動。她的父親是一名文員。陳念慈曾就讀雅文幼稚園及渣華道官立小學，於1973年就讀何東官立工業女中學（現改名何東中學），入讀中一時加入游泳校隊，又於12歲加入香港羽毛球代表隊，曾在校內歌唱比賽獲得獨唱組冠軍，讀書成績一般。1978年因為到泰國曼谷參加第八屆亞洲運動會，以致疏於學業，結果在1979年香港中學會考中取得全科D級成績，未能在原校升讀中六預科。在不想到其他中學完成預科課程和打算報讀師範學院為從事教職作準備的想法驅使下，她接納何東中學校長的建議，重讀中五年級一年。
之後，陳念慈在1980年完成中五課程，便入讀羅富國教育學院，並於1983年完成體育課程，同年回到何東中學任教3年。同期於香港體育學院擔任助教和繼續其運動員事業。直至1980年代末善用體育學院提供的運動員獎學金赴美進修，1991年畢業於美國春田大學，取得體育學士學位，後來再取得香港中文大學行政人員工商管理碩士學位。陳念慈曾在1975至1983年連奪九屆全港羽毛球賽的女單冠軍；1979年，夥拍吳俊盛贏得當屆世界羽毛球錦標賽混雙冠軍。1988年，她代表香港參加1988年夏季奥林匹克运动会羽毛球比賽（當屆為表演項目），並夥拍陳智才奪得混雙項目的銅牌；1990年，又代表香港在1990年英聯邦運動會贏得混雙金牌。在1991年退役後，陳念慈加入香港體育學院工作，也在香港康體發展局任職運動事務部經理，至2006年轉職香港賽馬會，應馬會行政總裁應家柏邀請擔任馬會見習騎師訓練學校校長至今。

## 榮譽
- 1991年：大英帝國勳章 英帝國員佐勳章（MBE）[4]
- 1995年：香港十大傑出青年[4]
- 2012年：太平紳士[8]
- 2019年：香港教育大學榮譽院士[9]
- 2023年：香港專業管理協會高等管理發展院實踐教授